# شیزو یادا
شیزو یادا (انگلیسی: Shizuo Yada؛ زادهٔ ۱۸ ژانویهٔ ۱۹۴۸) کشتی‌گیر اهل ژاپن بود.